# Star Trek: Enterprise/Staffel 2
Die zweite Staffel der US-amerikanischen, später in Star Trek: Enterprise umbenannten Fernsehserie Enterprise besteht aus 26 Episoden mit einer Länge von je 45 Minuten. Die Handlung spielt in den Jahren 2152 und 2153, ein Teil der ersten Episode auch im 31. Jahrhundert. Die US-Erstausstrahlung erfolgte beim Fernsehsender UPN von September 2001 bis Mai 2002, die deutsche Erstausstrahlung bei Sat.1 in zwei Teilen 2003 und 2004. Die Staffel ist mittlerweile auch auf DVD und Blu-ray erhältlich.

## Handlung
| Nr. (ges.) | Nr. (St.) | Deutscher Titel           | Originaltitel      | Erstausstrahlung USA | Deutschsprachige Erstausstrahlung (D) | Regie                 | Drehbuch                                                                     |
| --- | --------- | ------------------------- | ------------------ | -------------------- | ------------------------------------- | --------------------- | ---------------------------------------------------------------------------- |
| 27 | 1         | Die Schockwelle, Teil 2   | Shockwave, Part II | 18. Sep. 2002        | 6. Sep. 2003                          | Allan Kroeker         | Rick Berman, Brannon Braga                                                   |
| Auf der Suche nach Archer übernehmen die Suliban die Kontrolle über die Enterprise, verhören T’Pol und sperren den Rest der Mannschaft in ihre Quartiere. Unterdessen sind Archer und Daniels in eine Bibliothek San Franciscos gelangt und versuchen dort mittels Archers Kommunikator mit der Enterprise in der Vergangenheit zu kommunizieren, damit Archer zurückkehren kann. Alsbald beginnen die eingesperrten Führungsoffiziere, unbemerkt von den Suliban miteinander zu kommunizieren, auszubrechen und die Suliban auszuschalten. Dabei entwenden sie – nachdem T’Pol durch Archer darüber instruiert worden ist – aus Daniels’ Quartier ein Gerät, mit dessen Hilfe Archer zurückzukehren hofft. Zwar wird ihnen dieses anschließend durch die Suliban abgenommen, jedoch kann Archer zurückkehren, als Silik das Gerät anwendet. Nachdem die Crew die Gewalt über die Enterprise zurückerlangt hat, wird das Schiff zunächst durch über 30 Suliban-Schiffe verfolgt und beschossen; der Angriff endet jedoch abrupt. Nachdem die Enterprise mit dem vulkanischen Raumschiff Sikir zusammengetroffen ist, teilen Sternenflotten- und vulkanisches Kommando den Führungsoffizieren mit, dass die Mission der Enterprise trotz Unschuldsbeweises bzgl. der Vernichtung der Paraganer beendet werden müsse, weil die Crew bereits in zu viele bewaffnete Konflikte involviert gewesen sei. Da sowohl Archer als auch T’Pol argumentieren, dass Menschen bzw. Vulkanier aus ihren Fehlern lernen können, macht ihnen Sternenflottenadmiral Forrest Hoffnung, dass ihre Mission dennoch fortgesetzt werde. |           |                           |                    |                      |                                       |                       |                                                                              |
| 28 | 2         | Carbon Creek              | Carbon Creek       | 25. Sep. 2002        | 12. Sep. 2003                         | James A. Contner      | Chris Black; Idee: Rick Berman, Brannon Braga, Dan O’Shannon                 |
| Beim gemeinsamen Essen mit Archer und Tucker erzählt T’Pol eine Geschichte von ihrer Urgroßmutter T’Mir, die in den 1950er Jahren als erste Offizierin auf einem vulkanischen Raumschiff tätig ist. Als dieses auf der Erde – in der Nähe der Bergwerks-Kleinstadt Carbon Creek, Pennsylvania – notlanden muss, ist sie zwecks Überleben zusammen mit ihren beiden überlebenden Mannschaftskollegen, darunter einer namens Mestral, dazu gezwungen, im Ort eine Arbeit aufzunehmen. Mestral widersetzt sich T’Mirs Anweisungen, sich nicht in die Geschichte einzumischen und unnötigen Kontakt mit den Einheimischen zu vermeiden, indem er eine Liebesbeziehung beginnt und eingeschlossene Bergleute befreit. Nach mehreren Monaten Wartezeit in Carbon Creek werden sie, ohne dass die Menschen sie als Außerirdische enttarnen konnten, durch ein vulkanisches Schiff abgeholt, das auf den Notruf aufmerksam geworden war; Mestral bleibt jedoch wegen eigener Neugierde auf der Erde. T’Pol enthüllt die Geschichte gegenüber Archer und Tucker zu deren Verwunderung zwar als erfunden, packt jedoch danach in ihrem Quartier die Handtasche aus, die T’Mir einst aus Carbon Creek mitnahm. |           |                           |                    |                      |                                       |                       |                                                                              |
| 29 | 3         | Das Minenfeld             | Minefield          | 2. Okt. 2002         | 13. Sep. 2003                         | James A. Contner      | John Shiban                                                                  |
| Als sich die Enterprise einem unbekannten Planeten nähert, reißt eine gewaltige Explosion ein Loch in den Schiffsrumpf, es gibt zahlreiche Verletzte. Schnell wird klar, dass das Schiff in ein Minenfeld geraten ist. Eine Mine haftet an der Außenhülle. Während Mayweather die von einem romulanischen Schiff zum Rückzug gedrängte Enterprise aus dem Minenfeld herausmanövriert, macht sich Reed im Raumanzug daran, die haftende Mine zu entschärfen. Dabei bohrt sich ein Minenstandfuß durch Reeds Bein und fixiert ihn somit. Deshalb beginnt Archer, auf Reeds Anleitung hin die Mine zu entschärfen. Dabei unterhalten sie sich über Reeds Freizeit. Als Archers Entschärfungsbemühungen scheitern und die Romulaner das Schiff zum weiteren Rückzug drängen, lässt er den Hüllenteil, auf dem sich Mine und Reed befinden, von der Schiffspanzerung absprengen. Es gelingt ihm, Reed von dem Standfuß zu trennen, bevor die Mine explodiert. |           |                           |                    |                      |                                       |                       |                                                                              |
| 30 | 4         | Todesstation              | Dead Stop          | 9. Okt. 2002         | 19. Sep. 2003                         | Roxann Dawson         | Mike Sussman, Phylis Strong                                                  |
| Zur Reparatur der bei der Minenexplosion entstandenen Schäden nimmt die Enterprise die Hilfe einer autarken, computergesteuerten Raumstation in Anspruch und dockt an ihr an. Archer misstraut aber der entgegenkommenden Haltung der Station, auch, weil diese mit 200 Litern Warpplasma nur eine geringe Gegenleistung fordert. Nachdem Mayweather auf der Enterprise durch eine unbekannte Kraft offensichtlich getötet wurde, findet Phlox bei der Obduktion heraus, dass es sich bei der Leiche nur um ein Faksimile Mayweathers handelt und der originale Körper sich nur auf der Station befinden kann. Daraufhin gewaltsam in den Datenkern der Station eingedrungen, entführen Archer und Tucker Mayweathers Körper auf die Enterprise. Da die Station das Schiff wegen des Diebstahls nicht freiwillig freigibt, lässt Archer die Enterprise mit Waffengewalt abfliegen. Offensichtlich nutzte die Station die Gehirne Mayweathers und anderer dort eingesperrter Humanoider als Computerprozessor. Wenig später zerstört diese sich selbst, beginnt jedoch schließlich, sich selbst zu reparieren. |           |                           |                    |                      |                                       |                       |                                                                              |
| 31 | 5         | Eine Nacht Krankenstation | A Night In Sickbay | 16. Okt. 2002        | 20. Sep. 2003                         | David Straiton        | Rick Berman, Brannon Braga                                                   |
| Nach einem Aufenthalt Archers und seines Hundes Porthos auf dem Planeten der Kretasaner verlangen letztere eine Entschuldigung Archers für einen von Porthos begangenen Verstoß gegen kretasanische Sitten. Solange Archer sich nicht entschuldigt hat, verweigern sie der Enterprise die Herausgabe eines dringend benötigten Plasmainjektors. Da sich Porthos dabei außerdem mit einem fremden Erreger infiziert hat, befindet er sich in der Behandlung von Phlox. Seinem Hund treu, übernachtet Archer mit auf der Krankenstation, wird dabei aber durch Phlox beim Schlafen gestört. Während Phlox den Hund mit einer noch nicht erprobten Transplantation zu heilen versucht, spricht er mit Archer über seine Familie und über dessen persönliche Beziehung zu T’Pol. Schließlich gelingt es Archer, die Kretasaner mit der Durchführung eines ihrer traditionellen Riten zufriedenzustellen, sodass diese den Injektor herausgeben. Phlox' Behandlung von Porthos stellt sich als erfolgreich heraus. |           |                           |                    |                      |                                       |                       |                                                                              |
| 32 | 6         | Marodeure                 | Marauders          | 30. Okt. 2002        | 26. Sep. 2003                         | Michael Vejar         | David Wilcox; Idee: Rick Berman, Brannon Braga                               |
| Auf einem Planeten gelandet, erbittet die Enterprise-Crew von den Inhabern einer Arbeiterkolonie Deuterium, das dort raffiniert wird, und bietet im Gegenzug Reparatur- und medizinische Hilfe an. Technische Probleme an den Förderanlagen verhindern zunächst die Bereitstellung einer ausreichenden Menge Deuterium. Zudem wird die Kolonie schon seit längerem durch Klingonen terrorisiert. Um die Siedler nicht im Stich zu lassen, bietet Archer ihnen die Hilfe der Enterprise an. Die Crew schult die Kolonisten im Umgang mit Waffen und gibt taktische Hinweise. Indem sie zusammen die Siedlung um einige Meter versetzen, um so die Bohrlöcher vor Explosionen zu schützen, stellen sie den Klingonen eine Falle, in die diese wie erwartet hineintappen. Dankbar für die Hilfe überlassen die Kolonisten der Enterprise ein Vielfaches an Deuterium. |           |                           |                    |                      |                                       |                       |                                                                              |
| 33 | 7         | Der Siebente              | The Seventh        | 6. Nov. 2002         | 27. Sep. 2003                         | David Livingston      | Rick Berman, Brannon Braga                                                   |
| T’Pol erhält vom vulkanischen Oberkommando den Auftrag, den vulkanischen abtrünnigen Agenten und Schmuggler Menos aufzugreifen, den sie im Rahmen ihrer früheren Tätigkeit als Agentin nicht finden konnte. Unter dem Vorwand, der Auftrag stamme auch vom Föderationskommando, und ohne Näheres über ihre Beweggründe preiszugeben, überredet T’Pol Archer dazu, sie zu begleiten. Nachdem die beiden zusammen mit Mayweather in einer heruntergekommenen Kneipe auf einem Planeten angekommen sind, können sie Menos nach kurzem Widerstand verhaften. Die vermuteten Toxine kann T’Pol in Menos' Raumschiff aber nicht finden. Nach einem Gespräch mit Menos, der sich als unschuldig betrachtet, gerät T’Pol in Selbstzweifel und enthüllt gegenüber Archer, dass ihr einst nicht nur Menos, sondern auch dessen Kollege Jossen entwischt sei, den sie auf der Flucht aber erschießen musste. Ihre Erinnerungen an die Jagd auf Jossen wurden von anderen Vulkaniern im Rahmen des Fullara-Rituals einst unterdrückt und kommen erst jetzt nach und nach zurück. Bei einem Brand in der Kneipe kann Menos entfliehen, jedoch nach kurzem Intermezzo durch Archer, T’Pol und Mayweather in seinem Raumschiff wieder gestellt werden. Dort finden sie schließlich auch die vermuteten Toxinbehälter. |           |                           |                    |                      |                                       |                       |                                                                              |
| 34 | 8         | Der Kommunikator          | The Communicator   | 13. Nov. 2002        | 10. Okt. 2003                         | James A. Contner      | André Bormanis; Idee: Rick Berman, Brannon Braga                             |
| Chirurgisch-kosmetisch verändert, kehren Archer und Reed auf den eben von ihnen besuchten Planeten einer Prä-Warp-Kultur zurück, um Reeds dort vergessenen Kommunikator mitzunehmen und so zu verhindern, dass die Kultur durch fremde Technologie kontaminiert wird. Sie erregen jedoch Aufsehen und werden durch das Militär verhaftet und gewaltsam verhört, das sie – vor allem angesichts ihrer Phaserwaffen – als Spione der sog. Allianz verdächtigt und eines geplanten Attentats beschuldigt. Als die Einheimischen zudem entdecken, dass Archer und Reed einer fremden Spezies angehören, versuchen die beiden, ihre wahre Herkunft durch Lügen zu verschleiern, sie seien genetisch veränderte, prototypische Supersoldaten der Allianz. Um ihre Biologie näher zu untersuchen, möchte das Militär den beiden ihre Organe entnehmen; zu dem Zweck werden sie zum Tode durch den Strang verurteilt. Bereits mit der Schlinge um den Hals, werden sie während eines intensiven Feuergefechts durch T’Pol, Tucker und Mayweather gerettet, die zuvor mit einem nicht immer getarnten und deshalb auch aufgefallenen Suliban-Raumschiff herbeigeeilt waren. Nachdem sie mit der auf den Planeten mitgebrachten Technologie auf die Enterprise zurückgekehrt sind, würdigt T’Pol Archers Bereitschaft, lieber zu sterben, als den Planetenbewohnern seine wahre Herkunft preiszugeben. |           |                           |                    |                      |                                       |                       |                                                                              |
| 35 | 9         | Eigenarten                | Singularity        | 20. Nov. 2002        | 17. Okt. 2003                         | Patrick R. Norris     | Chris Black                                                                  |
| Als die Enterprise zu Forschungszwecken ein trinäres Sternensystem durchfliegt, beginnen die Crewmitglieder mit Ausnahme T’Pols, sich merkwürdig zu verhalten: Sie sind überaus stark auf triviale Dinge fixiert. Archer hat Konzentrationsschwierigkeiten, Tucker ist streitsüchtig, Reed agiert paranoisch. Phlox will Mayweather zur Behandlung von dessen Kopfschmerzen einer Gehirnoperation unterziehen. T’Pol erkennt als Ursache die Strahlung des Sternensystems und schafft es schließlich, mit der schwierigen Hilfe Archers, das Schiff durch Asteroidentrümmer aus dem System zu manövrieren, woraufhin alle wieder gesunden. |           |                           |                    |                      |                                       |                       |                                                                              |
| 36 | 10        | Vermisst                  | Vanishing Point    | 27. Nov. 2002        | 24. Okt. 2003                         | David Straiton        | Rick Berman, Brannon Braga                                                   |
| Bei der Rückkehr von einem Planeten zur Enterprise lassen sich Tucker und Sato einzeln heraufbeamen, da Stürme das Fliegen unmöglich machen. Danach klagt Sato über Unwohlsein und wird von Archer, nachdem sie bei der Kommunikation in einer bislang fremden Sprache kläglich gescheitert ist, vorerst vom Dienst freigestellt. Nachdem sie außerdem ihr Spiegelbild als transparent erkennt und Wasser durch ihre Hand laufen sieht, wird sie völlig unsichtbar für ihre Mannschaftskollegen. Während Phlox und Tucker als Ursache für Satos Verschwinden einen Transporterfehler identifizieren und nach subzellulären Rückständen Satos suchen, bemerkt diese, wie blauhäutige Außerirdische Bomben in der Enterprise anbringen und scharf machen. Ihre anschließenden Versuche, Archer durch das Morsen von SOS auf ihre Lage und die Bedrohung aufmerksam zu machen, bleiben erfolglos. Als Sato im Maschinenraum die Transporterplattform der Außerirdischen benutzt, findet sie sich plötzlich rematerialisiert im Transporterraum wieder, wo sie erfährt, dass nur acht Sekunden vergangen sind, seitdem sie auf dem Planeten dematerialisierte. |           |                           |                    |                      |                                       |                       |                                                                              |
| 37 | 11        | Kostbare Fracht           | Precious Cargo     | 11. Dez. 2002        | 31. Okt. 2003                         | David Livingston      | David A. Goodman; Idee: Rick Berman, Brannon Braga                           |
| Tucker leistet auf dem an die Enterprise angedockten Raumschiff zweier Außerirdischer Reparaturhilfe an einer Stasiskammer. Als die darin befindliche, humanoide Frau Kaitaama plötzlich erwacht und mit Tuckers Hilfe freikommt, lässt der Raumschiffkommandeur sein Schiff gewaltsam abdocken und wegfliegen und hindert die Enterprise an der Verfolgung, indem er deren Warpantrieb mit einer List außer Betrieb setzt. Nachdem Tucker seinen Universalübersetzer aktiviert hat, findet er heraus, dass Kaitaama die zukünftige Monarchin von Krios Prime ist und als Geisel gehalten wird, um Lösegeld zu erhalten. Mit ihr flieht er in einer engen Rettungskapsel, die sie gemeinsam auf einer sumpfigen, bewaldeten Insel eines Planeten landen. Dort geraten sie abermals wegen Missverständnissen in Streit, küssen sich aber schließlich. Unterdessen haben Archer und T’Pol den auf der Enterprise verbliebenen Außerirdischen durch die Drohung mit Hinrichtung dazu bewogen, bei der Verfolgung seines Artgenossen zu helfen, sodass sie Tucker und Kaitaama schließlich retten können. Kaitaama kehrt letztlich auf ein Raumschiff ihrer Spezies zurück. |           |                           |                    |                      |                                       |                       |                                                                              |
| 38 | 12        | Der Laufsteg              | The Catwalk        | 18. Dez. 2002        | 7. Nov. 2003                          | Michael Vejar         | Mike Sussman, Phyllis Strong                                                 |
| Drei Schutz suchende Fremde warnen die Enterprise-Crew vor einer neutronischen Wellenfront, die sich mit Warp 7 auf die Enterprise zubewegt und zwar keine Gefahr für das Schiff, wohl aber eine ernste Lebensgefahr für die Besatzung darstellt. Daher lässt Archer die Crew zusammen mit den Fremden in den nur bei deaktiviertem Warpantrieb sicheren Laufsteg evakuieren, die röhrenförmige Verbindung zwischen den Antriebsgondeln des Schiffes. Während die Crew dort über Tage hinweg ein Dasein auf engstem Raum fristet und das Schiff von der Welle geschüttelt wird, versuchen einige, unbemerkt auf das Schiff gelangte, fremde Milizionäre, die Kontrolle über die Enterprise zu übernehmen und dazu den Warpantrieb zu starten. Sie beschuldigen die Crew zudem der kriminellen Konspiration mit den drei Fremden, bei denen es sich aus ihrer Sicht um Deserteure handelt. Bei stark zunehmender Hitze infolge der anfahrenden Antriebsreaktoren schaffen es Archer und Kollegen, die Milizionäre und deren angedocktes Schiff zu vertreiben, indem sie in Raumanzügen im Maschinenraum deren Bemühungen sabotieren. Tage später verlässt der Sturm die Position der Enterprise, woraufhin die Crew den Laufsteg wieder verlässt. |           |                           |                    |                      |                                       |                       |                                                                              |
| 39 | 13        | Morgengrauen              | Dawn               | 8. Jan. 2003         | 14. Nov. 2003                         | Roxann Dawson         | John Shiban                                                                  |
| Während Tucker allein den Autopiloten seiner Fähre testet, wird diese von einem aconianischen Raumschiff beschossen, woraufhin er auf der nächtlichen Oberfläche eines Mondes notlanden muss. Wegen Interferenzen und der Vielzahl der Monde in diesem Sternensystem ist kein Kontakt zwischen Fähre und Enterprise möglich. Auch der Angreifer ist mit seinem Raumschiff nahe Tuckers Landestelle notgelandet. Er entwendet kurz darauf den Transceiver aus Tuckers Fähre. Um wieder in den Besitz des Gerätes zu gelangen, stellt Tucker dem Aconianer eine Falle, wird dabei aber von diesem gefangen genommen und zur Reparatur von dessen Raumschiff gezwungen, später kann er sich aber aus der Gewalt des Aconianers befreien. Durch ihre völlig verschiedenen Sprachen ist das Verhältnis zunächst von großem Misstrauen geprägt, ein deswegen ausgetragener, martialischer Zweikampf hat keinen klaren Sieger. Die Rettungsversuche der Enterprise werden durch das historisch bedingte Misstrauen der Aconianer gegenüber Vulkaniern behindert. Während des Aufgangs mehrerer Sonnen über der sich rasch erwärmenden Planetenoberfläche können Tucker und der Aconianer, der Sokan heißt, den Transceiver reparieren und dadurch von der Enterprise lokalisiert werden. Durch fortschreitende Dehydration in ein Delirium geraten, werden sie kurz vor ihrem wahrscheinlichen Tod durch eine Fähre gerettet. Auf der Enterprise sprechen Tucker und Sokan schließlich freundschaftlich miteinander. |           |                           |                    |                      |                                       |                       |                                                                              |
| 40 | 14        | Stigma                    | Stigma             | 5. Feb. 2003         | 21. Nov. 2003                         | David Livingston      | Rick Berman, Brannon Braga                                                   |
| Auf dem Planeten Dekendi III möchte Dr. Phlox von einer, dort auf einer Medizinerkonferenz anwesenden vulkanischen Delegation die neuesten Forschungsergebnisse für die Behandlung des Panara-Syndroms erhalten. Dabei handelt es sich um eine auch tödlich verlaufende Krankheit, die sich Vulkanier bei der Gedankenverschmelzung mit Artgenossen zuziehen können und die T’Pol schon seit einem Jahr hat. Da Gedankenverschmelzungen, bei denen auch Emotionen übertragen werden, unter dem größten Teil der Vulkanier gemeinhin geächtet sind, lehnt es die Delegation ab, Phlox zu helfen – auch, nachdem sie herausgefunden hat, dass T’Pol die Patientin ist, der deshalb – sehr zu Archers Unmut – die baldige Abberufung von der Enterprise droht. Obwohl T’Pol zu der Gedankenverschmelzung einst gegen ihren Willen gezwungen wurde, lehnt sie zunächst Archers Vorschlag ab, gegen das Vorgehen der Delegation zu protestieren. Juris, eines der Delegationsmitglieder, übergibt T’Pol heimlich die neuesten Forschungsergebnisse, durch die sie geheilt würde, und teilt ihr dabei mit, dass er zum Kreise derer gehört, die Gedankenverschmelzungen praktizieren, es aber aus Angst vor Stigmatisierung nicht enthüllen möchten. Als Archer, sich um T’Pol bemühend, einer Anhörung T’Pols vor der Delegation beiwohnt, rettet Juris T’Pol mit der nicht vereinbarten Enthüllung von T’Pols einstiger gedanklicher Vergewaltigung, belastet sich allerdings damit und mit seiner ebenfalls verkündeten Befürwortung von Gedankenverschmelzungen so schwer, dass nun er mit seiner eigenen Abberufung rechnen muss. |           |                           |                    |                      |                                       |                       |                                                                              |
| 41 | 15        | Waffenstillstand          | Cease Fire         | 12. Feb. 2003        | 28. Nov. 2003                         | David Straiton        | Chris Black                                                                  |
| Einen Planeten im vulkanisch-andorianischen Grenzgebiet beanspruchen beide Seiten für sich, weswegen sie sich auf seiner Oberfläche bekriegen. Shran, der Anführer der andorianischen Seite, bittet daraufhin seinen Bekannten Archer um Vermittlung in dem Streit. Dort eingetroffen, kann Archer die Freilassung einer vulkanischen Geisel aus Shrans Gewalt erreichen und den vulkanischen Botschafter Soval als Gegenleistung davon überzeugen, mit Shran zu einem persönlichen Gespräch zusammenzukommen. Während Archer und T’Pol mit Soval in einer Fähre zu Shran unterwegs sind, werden sie jedoch abgeschossen und müssen notlanden. Ihre Bemühungen, zu Fuß zu Shran vorzudringen, versucht Shrans Adjutantin Tara, die gegen Shran opponiert, mit Waffengewalt zu verhindern. Schließlich können aber Archer und Soval gegenüber Shran Taras wahre Rolle enthüllen und damit deren Verhaftung erreichen. Auf der Enterprise stoßen die Vertreter beider Lager schließlich auf den Fortschritt hinsichtlich eines Waffenstillstandes an. |           |                           |                    |                      |                                       |                       |                                                                              |
| 42 | 16        | Die Zukunft               | Future Tense       | 19. Feb. 2003        | 5. Dez. 2003                          | James Whitmore Jr.    | Mike Sussman, Phyllis Strong                                                 |
| Nachdem die Enterprise-Crew ein kleines, fremdes, driftendes Raumschiff an Bord genommen hat, entdeckt sie darin die Leiche eines Menschen, der auch vulkanische Vorfahren hatte. Zudem ist das Schiff innen größer als außen; dem darin befindlichen Schacht gefolgt, entdecken Reed und Tucker eine Kammer mit einem funktionierenden Apparat. Während die Enterprise unterwegs ist, um das Schiff den Vulkaniern zu überbringen, erheben nacheinander einige angreifende Suliban und Tholianer Bergungsanspruch auf das Schiff. In Daniels’ versiegeltem Quartier entdecken Archer und T’Pol, dass das Schiff aus dem 31. Jahrhundert stammt. Der Aufenthalt in der Nähe des geborgenen Schiffes verursacht Déjà-vus bei der Crew. Archer ist gegen T’Pols Vorschlag, das Schiff zu zerstören, da er Näheres über den Temporalen Kalten Krieg erfahren möchte. Während Suliban- und tholianische Raumschiffe sowohl gegeneinander als auch auf die Enterprise feuernd diese verfolgen, schafft es Tucker, den Apparat zu aktivieren, woraufhin das Schiff, die Leiche und die Suliban-Schiffe verschwinden und sich die tholianischen Raumschiffe zurückziehen. |           |                           |                    |                      |                                       |                       |                                                                              |
| 43 | 17        | Canamar                   | Canamar            | 26. Feb. 2003        | 12. Dez. 2003                         | Allan Kroeker         | Allan Koeker                                                                 |
| Aufgrund eines Missverständnisses werden Archer und Tucker, während sie in einer Fähre unterwegs sind, von Änolianern verhaftet und auf einem Gefangenenschiff eingesperrt, das die Strafkolonie Canamar anfliegt. Dabei jedoch revoltieren zwei Häftlinge, bei denen es sich um den Änolianer Kuroda und einen mitunter sadistischen Nausicaaner handelt, und setzen Kurs auf den Handelsaußenposten Tamal, wo sie unterzutauchen hoffen. Nachdem sich Archer erfolgreich als Pilot angeboten hat, kann er unbemerkt von den beiden Gangstern einen Notruf an die Enterprise absetzen und – unter Kurodas Gewalt – zwei änolianische Schiffe mit einem Trick an der Verfolgung hindern. Während die Enterprise-Crew mit der änolianischen Regierung an der Verfolgung des Häftlingsschiffes arbeitet und Tucker mit einem geschwätzigen Mithäftling konfrontiert ist, möchten Kuroda und der Nausicaaner das Schiff in der Atmosphäre eines Planeten verglühen lassen und dabei die Chance zur unbemerkten Flucht nutzen. Doch Archer, Tucker und die Enterprise-Crew schaffen es, die Gefangenen mit einer änolianischen Fähre auf die Enterprise zu retten, bevor das Gefangenenschiff mit Kuroda, den Archer in einem martialischen Zweikampf besiegen konnte, an Bord abstürzt. |           |                           |                    |                      |                                       |                       |                                                                              |
| 44 | 18        | Übergang                  | The Crossing       | 2. Apr. 2003         | 19. Dez. 2003                         | David Livingston      | Rick Berman, Brannon Braga                                                   |
| Die Enterprise wird von einem übergroßen und überschnellen Raumschiff gefangen genommen. Bei der Untersuchung des Raumschiffsinneren ergreift ein energiewolkenähnliches Wesen zweimal vorübergehend Besitz von Tucker. Danach erklärt dieser, dass es sich bei den Wesen um Subraumwesen handelt, die ihre körperliche Existenz längst hinter sich gelassen haben und nun erfahren möchten, wie ihre Vorfahren lebten. Daraufhin kann die Enterprise das fremde Schiff wieder verlassen. Alsbald befallen die Wesen jedoch weitere Mitglieder der Enterprise-Crew. Deshalb lässt Archer diese in ihren Quartieren isolieren und den gesunden Rest der Mannschaft in den vor den Wesen sicheren Laufsteg evakuieren. Indem T’Pol absichtlich zulässt, dass die Wesen Besitz von ihr ergreifen, erfährt sie, dass deren Schiff zerfällt und sie durch die Inbesitznahme der Crew, das heißt deren Übergang in eine neue Existenz, nur überleben möchten. Der erneut besessene Tucker kann Phlox schließlich nicht an dessen von Archer erteiltem Auftrag hindern, Kohlendioxid in der Enterprise freizusetzen, um die Wesen zum Verlassen der humanoiden Körper zu zwingen. |           |                           |                    |                      |                                       |                       |                                                                              |
| 45 | 19        | Das Urteil                | Judgment           | 9. Apr. 2003         | 30. Okt. 2004                         | James L. Conway       | David A. Goodman                                                             |
| Archer ist vor einem klingonischen Tribunal der Verschwörung mit Rebellen angeklagt und soll daher als Staatsfeind exekutiert werden. Im folgenden Gerichtsprozess lässt der Ankläger Orak den Kommandanten des klingonischen Schiffes als Zeugen aussagen, das von der Enterprise die Herausgabe einiger Flüchtlinge forderte und dafür von der Enterprise beschossen wurde. Seine Erinnerungen sind jedoch insofern falsch, als dass sie Archer als Kriegstreiber darstellen. Archer kann daraufhin Koloth, seinen Verteidiger, davon überzeugen, entgegen dem gegenwärtigen Brauch Archer als Zeugen zu vernehmen, wodurch Archer seine – wahre – Version der Geschichte darlegen kann, in der es ihm lediglich darum ging, die Flüchtlinge vor dem Verhungern zu retten. Trotzdem wird Archer der Gesetzesverletzung für schuldig befunden, wegen der von Koloth vorgetragenen früheren Verdienste Archers um das klingonische Reich wird seine Todesstrafe jedoch umgewandelt in lebenslangen Aufenthalt in einer Strafkolonie auf einem Eisplaneten. Dort eingetroffen, wird er, nachdem T’Pol einige Klingonen bestochen hat, von der Enterprise befreit. Der wegen Einspruches ebenfalls dort gelandete Koloth verbleibt auf eigenen Wunsch hin dort, da er außerhalb ohnehin nicht mehr als ehrenvoller Bürger anerkannt würde. |           |                           |                    |                      |                                       |                       |                                                                              |
| 46 | 20        | Horizon                   | Horizon            | 16. Apr. 2003        | 31. Okt. 2004                         | James A. Contner      | André Bormanis                                                               |
| Travis Mayweather begibt sich an Bord des Frachtraumschiffs Horizon, seines früheren Dienstortes, um seine Familie zu besuchen. Der Besuch wird jedoch überschattet durch den plötzlichen Tod seines Vaters, lange Zeit der Captain des Schiffes. Alsbald wird die Horizon durch Piraten angegriffen, die zwecks Vorbereitung der Plünderung der Fracht eine Bombe an der Außenhülle platzieren. Über das weitere Vorgehen zur Vermeidung des Diebstahles sowie über Travis’ einstigen Weggang von der Horizon geraten Travis und sein Bruder Paul, der amtierende Captain, in Streit miteinander. Als sie zum Bekämpfen der Piraten aber zur Zusammenarbeit gezwungen sind, beginnen sie sich wieder zu vertragen. Unterdessen kommt T’Pol bei der Teilnahme am Filmabend auf der Enterprise die Idee, den Film Frankenstein ihren Artgenossen zu empfehlen, damit sie verstehen, wie die Menschen sie sehen. Zudem ist die Enterprise Zeuge des verstärkten Vulkanismus auf einem Planeten, dessen Umlaufbahn sich zwischen zwei Sterne verlagert hat. |           |                           |                    |                      |                                       |                       |                                                                              |
| 47 | 21        | Böses Blut                | The Breach         | 23. Apr. 2003        | 6. Nov. 2004                          | Robert Duncan McNeill | Chris Black, John Shiban                                                     |
| Auf ein Hilfsgesuch des denobulanischen Wissenschaftsrates reagierend, beginnt ein Außenteam der Enterprise, auf einem Planeten nach drei Denobulanern zu suchen, da diesen durch Xantoraner die baldige Verhaftung droht. In einem Höhlensystem zu ihnen unterwegs, stürzen Tucker, Mayweather und Reed in einem Abgrund ab, wobei sich Mayweather ein Bein bricht. Tucker und Reed müssen die Denobulaner schließlich zum Verlassen ihrer Forschungsstätte zwingen und schaffen es zusammen mit Mayweather unter einsetzendem xantoranischen Bombardement in letzter Sekunde bis an Bord der Enterprise. Gleichzeitig behandelt Phlox einen von einem verunfallten Raumschiff geretteten, verletzten Antaraner. Beider Völker sind, seitdem die Denobulaner einst 20 Millionen Antaraner töteten, isoliert und hegen eine starke Abneigung gegeneinander. Deshalb verweigert der Verletzte zunächst die Hilfe von Phlox und nimmt sogar seinen Tod in Kauf. Phlox andererseits verweigert Archers Befehl, den Verletzten gegen dessen Willen zu behandeln. Nach einem Gespräch mit T'Pol beginnt sich Phlox' Meinung über die Antaraner aber zu ändern. Um seinem eigenen Sohn ein Vorbild zu sein, überzeugt Phlox schließlich den Verletzten davon, sich behandeln zu lassen. |           |                           |                    |                      |                                       |                       |                                                                              |
| 48 | 22        | Cogenitor                 | Cogenitor          | 30. Apr. 2003        | 7. Nov. 2004                          | LeVar Burton          | Rick Berman, Brannon Braga                                                   |
| Während Archer zusammen mit einem visianischen Captain in dessen Stratokapsel die Atmosphäre eines Riesensterns erforscht, beginnt sich Tucker für ein Cogenitor zu interessieren, ein Individuum des dritten Geschlechts der Visianer, von denen einige gerade zu Besuch auf der Enterprise sind. Cogenitoren dienen visianischen Pärchen ausschließlich zur Befruchtung; sie werden nicht als gleichwertige Individuen angesehen, erhalten keine Bildung und tragen keine Namen. Da Tucker deshalb die Individuenrechte des Cogenitors beeinträchtigt sieht, bringt er ihm – entgegen Archers Befehl, sich nicht in die Entwicklung fremder Rassen einzumischen – das Lesen bei und führt es durch die Enterprise. Nachdem das Cogenitor auf der Enterprise Asyl beansprucht hat, erregt Tucker den Zorn der Visianer und von Archer. Daraufhin verlassen die Visianer mitsamt dem Cogenitor die Enterprise und teilen später – sehr zu Tuckers Bestürzung – mit, dass das Cogenitor sich das Leben genommen hat. |           |                           |                    |                      |                                       |                       |                                                                              |
| 49 | 23        | Regeneration              | Regeneration       | 7. Mai 2003          | 13. Nov. 2004                         | David Livingston      | Mike Sussman, Phyllis Strong                                                 |
| Am nördlichen Polarkreis auf der Erde entdeckt ein menschliches Wissenschaftlerteam die Absturzstelle eines fremden Raumschiffes und untersucht die zunächst eingefrorenen Verletzten, bei denen es sich um kybernetische Organismen handelt. Nachdem diese sich mittels Nanotechnologie regeneriert haben, überwältigen und entführen sie die Wissenschaftler und entwenden deren Frachtraumschiff. Mit dem Zurückholen des Teams beauftragt, verfolgt die Enterprise das Schiff und rettet unterwegs zwei verletzte Takalianer von deren Raumschiff, das von dem Frachter angegriffen wurde. Diese wurden von den kybernetischen Wesen infiziert und werden nun – ebenfalls mit Nanotechnologie – in kybernetische Organismen transformiert. Nachdem die beiden ausgebrochen sind und dabei auch Phlox infiziert haben, beginnen sie, die Enterprise zu modifizieren, sodass Archer keine andere Wahl bleibt, als sie zu ihrer Unschädlichmachung in den Weltraum zu befördern. Während die Enterprise den Frachter weiter verfolgt, kann Phlox letztlich erfolgreich seine Infektion heilen. Bei dem Schiff eingetroffen, beginnen die kybernetischen Wesen, die Enterprise zu assimilieren. Die Crew hat keine Hoffnung mehr, die Wissenschaftler unbeschadet zurückzuholen, da diese höchstwahrscheinlich auch assimiliert wurden. Nachdem Archer und Reed in dem Frachter eine Bombe zur Explosion gebracht haben, ziehen sich die Wesen von der Enterprise zurück. Als sich der Frachter zu regenerieren beginnt, lässt ihn Archer durch Beschuss zerstören. Messungen des Kommunikationsverkehrs ergeben, dass die kybernetischen Wesen in den Delta-Quadranten kommunizierten und dorthin zurückkehren wollten. Sie konnten noch die Position der Erde in den Delta-Quadranten übertragen, die dort in 200 Jahren ankommen wird. Archer meint daraufhin, dann werde die Invasion durch diese Wesen im 24. Jahrhundert stattfinden. |           |                           |                    |                      |                                       |                       |                                                                              |
| 50 | 24        | Erstflug                  | First Flight       | 14. Mai 2003         | 14. Nov. 2004                         | LeVar Burton          | John Shiban, Chris Black                                                     |
| Während Archer und T’Pol von einer Fähre aus einen Nebel aus dunkler Materie sichtbar zu machen versuchen, erzählt Archer von seinen Erlebnissen mit A. G. Robinson, seinem früheren Arbeitskollegen und Freund, der kürzlich tödlich verunglückte: Als A. G. als Pilot den von Archers Vater entwickelten Warpantrieb erstmals testet, missachtet er Befehle und der Testflug scheitert. Die Sternenflottenführung möchte in der Folge ihr Warpentwicklungsprogramm einstellen, wofür Archer, auch verbittert über seine Nichtberücksichtigung als Pilot, in einer Kneipenschlägerei A. G. verantwortlich macht. Um die Einstellung des Programms doch noch zu verhindern, stehlen sie – unterstützt von Archers dort neu kennengelerntem Freund Tucker – heimlich das zweite Testraumschiff und absolvieren damit den Testflug erfolgreich, indem sie das Schiff bis auf Warp 2,5 beschleunigen. – Während Archer in der Fähre die Geschichte zu Ende erzählt, gelingt es ihm und T’Pol, den Nebel sichtbar zu machen. T’Pol schlägt vor, den Nebel nach Robinson zu benennen. |           |                           |                    |                      |                                       |                       |                                                                              |
| 51 | 25        | Kopfgeld                  | Bounty             | 14. Mai 2003         | 21. Nov. 2004                         | Roxann Dawson         | Hans Tobeason, Mike Sussman, Phyllis Strong Idee: Rick Berman, Brannon Braga |
| Unter einem Vorwand entführt der Tellarite Skalaar Captain Archer von Bord der Enterprise, um ihn den Klingonen auszuliefern und so Kopfgeld zu kassieren, das er für den Rückkauf seines von den Klingonen einst beschlagnahmten Raumschiffes Tezra benötigt. Während sie zum Treffpunkt fliegen, lernt Archer Skalaars Absichten kennen und hilft ihm bei der Flucht vor einem konkurrierenden Kopfgeldjäger. Auf einer Raumstation übergibt Skalaar Archer den Klingonen. Dort erfährt er zuvor, dass die Tezra mittlerweile zerstört wurde. Daher lässt er sich von Archer dazu überzeugen, diesem zur Flucht zu verhelfen, gibt ihm dazu heimlich einen Dietrich mit und verständigt die Enterprise. Mit dem Werkzeug befreit sich Archer und wird, mit einer Rettungskapsel geflohen, von der Enterprise aufgenommen. – Zugleich befinden sich Phlox und T’Pol zur Desinfektion in der Dekontaminationskammer. In der Enge der Kammer kann T’Pol alsbald ihre Emotionen nicht mehr unterdrücken und erkennt, dass sie verfrüht in das Pon Farr eingetreten ist, den vulkanischen Paarungszyklus. Da Phlox sich nicht mit ihr paaren möchte, flieht sie schließlich aus der Kammer, wird aber alsbald aufgegriffen und bis zu ihrer vollständigen Genesung erneut eingesperrt. |           |                           |                    |                      |                                       |                       |                                                                              |
| 52 | 26        | Die Ausdehnung            | The Expanse        | 21. Mai 2003         | 27. Nov. 2004                         | Allan Kroeker         | Rick Berman, Brannon Braga                                                   |
| Beim Angriff eines aus der Zukunft angereisten Xindi-Raumschiffes auf die Erde sterben über 7 Millionen Menschen. Durch eine Warnung des zeitreisenden Anführers der Suliban-Kabale, wonach der Erde sogar die gänzliche Zerstörung durch die Xindi drohe, lässt sich die Sternenflottenführung davon überzeugen, dass die Enterprise das zerstörerische Vorhaben der Xindi verhindert. Zu diesem Zweck bricht die Enterprise in die „Delphische Ausdehnung“ auf, eine weit entfernte, gefährliche und wenig erforschte Gegend des Weltraums (→ Hauptartikel). |           |                           |                    |                      |                                       |                       |                                                                              |